# Ematurga alpicoloraria
Ematurga alpicoloraria là một loài bướm đêm trong họ Geometridae.